# هوابرد (فیلم ۱۹۶۲)
«هوابرد» (انگلیسی: Airborne (1962 film)) یک فیلم است که در سال ۱۹۶۲ منتشر شد. از بازیگران آن می‌توان به بابی دایموند اشاره کرد.